# Tom Segura
Thomas Weston "Tom" Segura, född 16 april 1979 i Cincinnati i Ohio, är en amerikansk ståuppkomiker, manusförfattare, författare, skådespelare och podcastare. Han driver i nuläget (2025) två podcasts, en med hustrun Christina Pazsitzky (även hon komiker) och en med vännen och komikerkollegan Bert Kreischer.
Segura är son till den peruanska immigranten Rosario "Charo" Lazarte och Thomas Nadeau Segura, som har varit första vicepresident för finans- och försäkringsbolaget Merrill Lynch. Han växte upp i ett spansktalande hushåll och tillbringade sina somrar i Perus huvudstad Lima. Han avlade examen från Saint Edward's School i Vero Beach i Florida, för att sedan avlägga examen vid Lenoir–Rhyne University i Hickory i North Carolina. Som 19-åring tog han en överdos av GHB och hamnade i kortare koma.
Segura har utöver födelseorten Cincinnati även bott i Minneapolis i Minnesota, Mequon i Wisconsin, Vero Beach i Florida och Los Angeles i Kalifornien. Han är släkt med neurobiologen och podcastvärden Andrew Huberman. Han bor tillsammans med hustrun Christina Pazsitzky och deras två gemensamma söner i Austin i Texas.

## Filmografi (i urval)
| År   | Titel          | Roll       | Noter | Ref. |
| ---- | -------------- | ---------- | ----- | ---- |
| 2018 | Instant Family | Russ       |       |      |
| 2019 | Countdown      | Derek King |       |      |